# Armand Marc de Montmorin Saint-Hérem

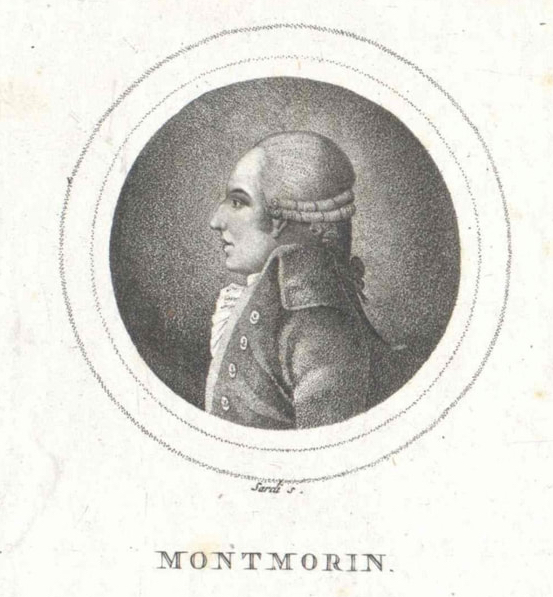
Armand Marc de Montmorin Saint-Hérem

Armand Marc Graf de Montmorin-Saint Herem (* 13. Oktober 1745; † 2. September 1792) war ein französischer Staatsmann. Er war unter Ludwig XVI. Außenminister.

## Leben
De Montmorin stammte aus dem Zweig einer Adelsfamilie in der Auvergne. Er war Botschafter in Madrid. Von Madrid aus wurde er in die Bretagne berufen und 1787 vom König als Nachfolger von Charles Gravier, comte de Vergennes im Außenministerium ernannt.
Montmorin war ein Bewunderer von Jacques Necker, der ihn bei Hofe förderte. Er wurde in den Ruhestand versetzt, als Necker am 12. Juli 1789 entlassen wurde. Nach Neckers Rückruf nach dem Sturm auf die Bastille war Montmorin wieder in seinem Amt tätig, das er bis Oktober 1791 innehatte.
Honoré Mirabeau hatte sich bereits im Dezember 1788 mit ihm in Verbindung gesetzt bezüglich eines Plans für die vom Hof zu verfolgende Politik gegenüber den neuen Generalständen. Allerdings fühlte sich Montmorin wegen Mirabeaus Angriffen auf Necker und seinem pikanten Werk Histoire de la cour de Berlin beleidigt und weigerte sich ihn zu sehen.
Mit dem Fortschreiten der Französischen Revolution änderte sich jedoch diese Haltung. Der Comte de la Marck versuchte, Mirabeau mit dem Hof in Kontakt zu bringen, und benötigte zu diesem Zweck Montmorins Unterstützung. Die beiden Männer waren bald sehr vertraut. Während Montmorin offiziell weiterhin Minister blieb, zog Mirabeau im Hintergrund die Fäden. Montmorin wagte es nicht, eine Entscheidung zu treffen, ohne Mirabeau zu konsultieren, aber weder Mirabeau noch La Marck machten sich Illusionen hinsichtlich seines Charakters. Mirabeau beklagte sich bitter, dass Montmorin „schlaff“ und ein „Schwächling“ sei. La Marck glaubte, dass Montmorins Schwäche gelegentlich nützlich war, um Mirabeaus Impulsivität zu bremsen.
Der Tod von Mirabeau im April 1791 war ein schwerer Schlag für Montmorin. Nach der Flucht der königlichen Familie nach Varennes, in die er nicht eingeweiht war, kam er in große Schwierigkeiten und musste sein Amt zum 29. November 1791 niederlegen. Er beriet Ludwig jedoch weiterhin und war einer der engsten Freunde des Königs, die von den Revolutionären „das österreichische Komitee“ genannt wurden.
Im Juni 1792 wurden seine Papiere im Außenministerium beschlagnahmt, ohne dass dabei belastendes Material entdeckt wurde. Im Juli wurde er denunziert und nach dem 10. August verfemt. Er flüchtete in das Haus einer Waschfrau, wurde jedoch entdeckt, vor die Legislativ-Versammlung gebracht und in der Abtei inhaftiert, wo er bei den Massakern im September umkam. Sein Verwandter Louis Victor Henri, Marquis de Montmorin de Saint-Herem, Chef des obersten Zweigs der Familie, starb ebenfalls bei dem Massaker.